# Таніс

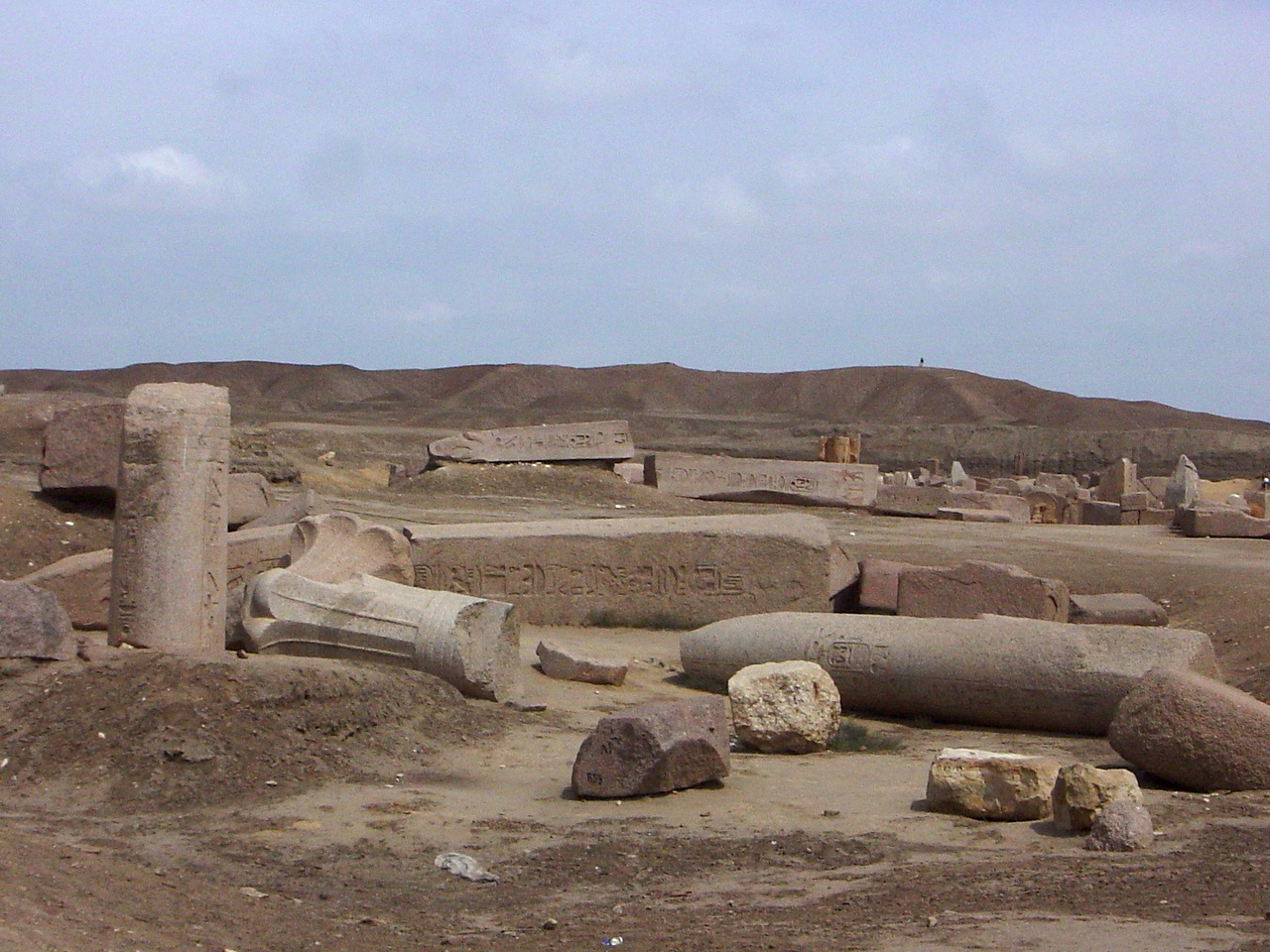
Руїни Таніса

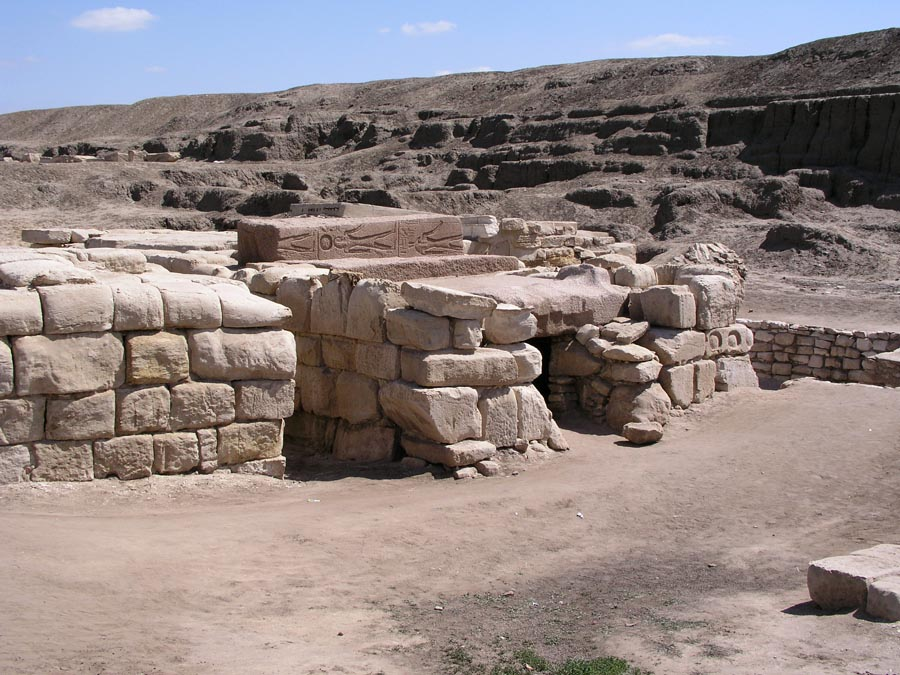
Царська гробниця в Танісі

Таніс (єгипет. ḏ'nt, грец. Τάνις, івр. צוען (Цоан); суч. Сан ель-Хагар, араб. صان الحجر) — давньоєгипетське місто, центр XIXнома (сепТу) Нижнього Єгипту Іменті-Пеху, на східному рукаві Нілу — Танітському (тепер Муїзз). Столиця Стародавнього Єгипту (разом з Фівами) при XXI династії.

## Історія
У період розпаду монархії при гіксосах в дельті Нілу перебувало осереддя їхньої влади. Проблема місця розташування столиці гіксосів Аваріса довгий час залишалася невирішеною. Зокрема, П'єр Монте помилково ототожнював Аваріс, Пер-Рамсес і Таніс. Після того, як в 1966 австрійська експедиція під керівництвом Манфреда Бітака почала свої розкопки в Аварисі, питання про місцезнаходження столиці гіксосів і Пер-Рамсеса було остаточно вирішено.
За твердженням Біблії (Чис 13: 23), Таніс заснований на 7 років пізніше Хеврона. Невідомо, як це слід розуміти, в усякому разі, перші безсумнівні сліди існування міста належать до XII династії. Тут знайдені колоси Аменемхета I, який заснував храм в Танісі, Усертесенів (один з них в 21 сторіччі знаходиться у Берліні) тощо.

### XIX династія
Особливого процвітання досягло місто під час постійних воєн з Азією при XIX династії, коли фараони (Сеті I, Рамсес II, Меренптах ) часто мали тут резиденцію внаслідок близькості до сирійського кордону. Може бути, шанування цими царями Сета почасти обумовлювалося місцевим для Таніса характером цього божества.

### Столиця при XXI династії
XXI династія названа Манефоном «танітською» і, починаючи з фараона Смендеса, мала столицею Таніс, надавши жерцям Фіви. Звідси найменування Єгипту в псалмах «поле Танеоса» (Ісаї XIX, 11). Під час додекархії тут правив царьок Петубаст, а в перський час — князь Тахос, який займав різні жрецькі посади.

### Греко-римська епоха
Місто процвітало і в греко-римський час. Знайдено залишки храму, спорудженого при Птолемеях, а також безліч приватних будинків з обстановкою. Особливо цікавий будинок тубільця Бокхауї з речами єгипетського виробництва, бібліотекою демотічеських папірусів і портретною статуєю господаря, з демотичним написом. Поруч — будинок римського чиновника з обстановкою західного виробництва і грецькими папірусами. Обидва будинки відносяться ко II століття. Тепер на місці Таніса знаходиться рибальське село Сан, населене коптами башмурітами, колись під час монофізитства вірними православ'ю, потім перейшли в іслам, але все ще носять старе ім'я Малакіїн-Мельхитів.

## Розкопки
Розкопки в Танісі відбувалися: Лепсіус, який знайшов тут в 1866 р знаменитий Канопський декрет; Марієтт, який знайшов руїни храму і знайшов багато пам'ятників скульптури; Фліндерс Пітрі, який проводив систематичні дослідження в 1884.
Знаменитий французький єгиптолог П'єр Монте в 1939 виявив в Танісі царський некрополь і незаймані поховання фараонів Осоркона II, Псусеннеса і Шешонка III. Згідно з підрахунками Ж. Гойона (Жорж Гойона, французький археолог, особистий єгиптолог короля Фарука), для створення знайдених тут саркофагів і похоронних прикрас стародавні майстри використали приблизно 60 кг золота і 200 кг срібла.
|                       |
| зображення Рамзеса II |

|       |
| Посуд |

|                                     |
| Золота похоронна маска Псусеннеса I |

|                 |
| Похоронна маска |

|                              |
| Гробниця фараона Осоркона II |